# Piggott
Piggott – miasto w Stanach Zjednoczonych, w stanie Arkansas, jedna z dwóch stolic hrabstwa Clay.

## Demografia
W 2008 liczyło 3575 mieszkańców. W 2023 liczba mieszkańców nieznacznie spadła, do 3538 osób, a gęstość zaludnienia do 262,1 osoby/km².